# День танкіста (фестиваль)
«День танкі́ста» — щорічний фестиваль, що від самого початку був задуманий як свято для шанувальників компьютерної гри World of Tanks. Проводиться з 2011 року. Починаючи з 2017 року, став офіційним міським святом у Мінську, яке збирає понад 200 000 учасників і позиціонується як великий сімейний захід для мінчан і гостей міста.
З 2011 по 2016 рік фестиваль проходив на території історико-культурного комплексу «Лінія Сталіна». З 2017 року «День танкіста» змінив локацію й став проводитися у мінському парку Перемоги за підтримки Мінського міського виконавчого комітету.
Традиційно на фестивалі гості можуть потрапити до зони особового заліку гри World of Tanks, напряму поспілкуватися із розробниками та дізнатися про нові анонси в іграх компанії, а також взяти участь в активностях і конкурсах.
У різні роки хедлайнерами фестивалю виступали такі артисти, як The Offspring, Звери, Воплі Видоплясова, J:Морс, «Хамиль и Змей», Trubetskoy, «Без Билета», «Ундервуд», Найк Борзов, 5’Nizza та інші.
У 2019 році «День танкіста» об'єднався з WG Fest, фестивалем шанувальників ігор компанії Wargaming. Свято пройшло під назвою «WG Fest 2019: День танкіста», зібравши 250 000 людей з 28 країн і понад 2,6 мільйона глядачів онлайн.

## День танкіста — 2015
Фестиваль пройшов на території історико-культурного комплексу «Лінія Сталина» і відзначався упродовж двох днів — 12 і 13 вересня.
Свято було присвячене 5-й річниці гри World of Tanks.

Найбільш значущі події:
- під час свята гості змогли побачити реконструкції бою Німецько-радянської війни за участю техніки БТ-7, Т-34, Т-44, СУ-100, Т-34-85, Pz.Kpfw. III, StuG III і бою Афганської війни з участю танків Т-72, Т-55, БМП, БМД, ПТ-76, БТР, БТРД[2].
- хедлайнери фестивалю: J:Морс і «Без Билета».

## День танкіста — 2016
Фестиваль проходив 10-11 вересня на «Лінії Сталіна» та був присвячений 70-річчю професійного свята танкових військ і 100-річчю танкобудування.
Найбільш значущі події:
- на святі була вперше представлена радянська машина КВ-1, що була відтворена групою реставраторів «Лінії Сталіна» за інформаційною підтримкою компанії Wargaming до 75-річчя подвига Зиновія Колобанова;[3]
- на території фестивалю була розташована зона особового заліку гри World of Tanks, що складалася з 60 комп'ютерів;
- хедлайнерами фестивалю стали: «Хамиль и Змей», Trubetskoy, Easy Dizzy[4].

## День танкіста — 2017
Фестиваль відбувся 10 вересня в Мінську, в парку Перемоги.
Найбільш значущі події:
- відбувся фінал турніру Республіки Білорусь «Час танків. Битва взводів», у відбіркових онлайн-іграх котрого взяли участь 310 команд;
- тематичні майданчики на фестивалі розташувались на території 200 гектарів;
- свято зібрало понад 100 000 людей, таким чином перевершивши за кількістю відвідувачів фестиваль BlizzCon[6];
- зона особового заліку була збільшена до 120 комп'ютерів;
- хедлайнери фестивалю: «Без Билета», Ундервуд, Найк Борзов і 5'Nizza.

## День танкіста — 2018
Фестиваль пройшов 9 вересня у мінському парку Перемоги.
Організатори представили:
- ігрову зону на 200 комп'ютерів;
- хедлайнерів фестивалю: «Бумбокс», IOWA, «Танцы минус»;
- зону підвищеного комфорту «Преміум-ангар»[8];
- зону фуд-кортів;
- розважальні майданчики з конкурсами та призами.

## WG Fest: День танкіста — 2019
У 2019 році «День танкіста» об'єднався з WG Fest, фестивалем шанувальників ігор компанії Wargaming. Свято пройшло під назвою «WG Fest 2019: День танкіста». Захід відбувся 15 вересня в парку Перемоги у Мінську. На території 100 гектарів розташувались ігрова зона World of Tanks на 200 комп'ютерів, майданчик World of Tanks Blitz, демонстраційна зона гри про спецназ «Калибр», понад 30 фотозон і 130 точок швидкого харчування. Відвідувачами фестивалю стали 250 000 людей з 28 країн і ще понад 2,6 мільйона людей стежили за святом онлайн. Захід став найбільшим фестивалем інтерактивних розваг у Європі.
Хедлайнерами «WG Fest 2019: День танкіста» стали Воплі Видоплясова, Звери, Крамбабуля і The Offspring. Окрім того, з 18 вересня й по 7 жовтня гравці World of Tanks могли побачити, як гурт The Offspring виступає на віртуальній сцені в ангарі гри.
Найбільш значущі події:
- Клановий суперкубок з World of Tanks у форматі «15 на 15», у якому команда [MERCY] МОНИК з регіону СНД перемогла команду [DE-VI] Delicious Vicious з європейського регіону, вигравши 25 000 $ + 500 000 внутрішньоігрової валюти;
- фінал міжнародного змагання «Сталевий мисливець: турнір блогерів» зі спеціального battle-royale-режиму World of Tanks, перемогу в якому здобув LeBwa, вигравши приз у 500 000 російських рублів;
- анонс (на період з 18 вересня по 7 жовтня) віртуального концерту головного хедлайнера фестивалю, The Offspring, всередині клієнта гри World of Tanks;
- ряд анонсів для World of Tanks, включаючи технологію Ray Traced Shadows (тіней з трасуванням променів), танки зі спареною гарматою, розширену сесійну статистику, а також новий PvE-режим для внутрішньоігрової події на Геловін, розроблений за участю артдиректора перших трьох ігор з серії Silent Hill Масахіро Іто.

## День танкіста — 2020
У зв'язку з епідеміологічною ситуацією фестиваль «День танкіста» відбувся 13 вересня в онлайн-форматі.
Під час фестивалю відбулась трансляція, яка об'єднала в собі:
- Фінал турніру «Сталевий мисливець 2020. Турнір блогерів».
- Турнір «Клановий суперкубок», де зійшлись найсильніші представники RU- і EU-регіону — клани [MERCY] No Mercy і [FAME] Deal with it.
- Особистий залік онлайн.
- Онлайн-активності від партнера

За фестивалем стежило понад 3 мільйони глядачів (приблизно половина — на офіційних майданчиках World of Tanks, інші — на каналах популярних танкових блогерів).
У «Клановому суперкубку» перемогла команда з СНД з рахунком 5:0, здобувши 25 000 USD на команду і 500 000 ігрового золота в казну клану. Слідом пройшов фінал турніру «Сталевий мисливець 2020. Турнір блогерів». 20 популярних блогерів розіграли призовий фонд в 500 000 гривень. Переможцем вийшов білоруський танкіст ISERVER.

## Послання
- Офіційний сайт свята [Архівовано 28 травня 2020 у Wayback Machine.]